# Gulyás Zoltán (építész)
Gulyás Zoltán (Budapest, 1930. április 10. – Budapest, 2000. június 16.) Ybl Miklós-díjas magyar építész.

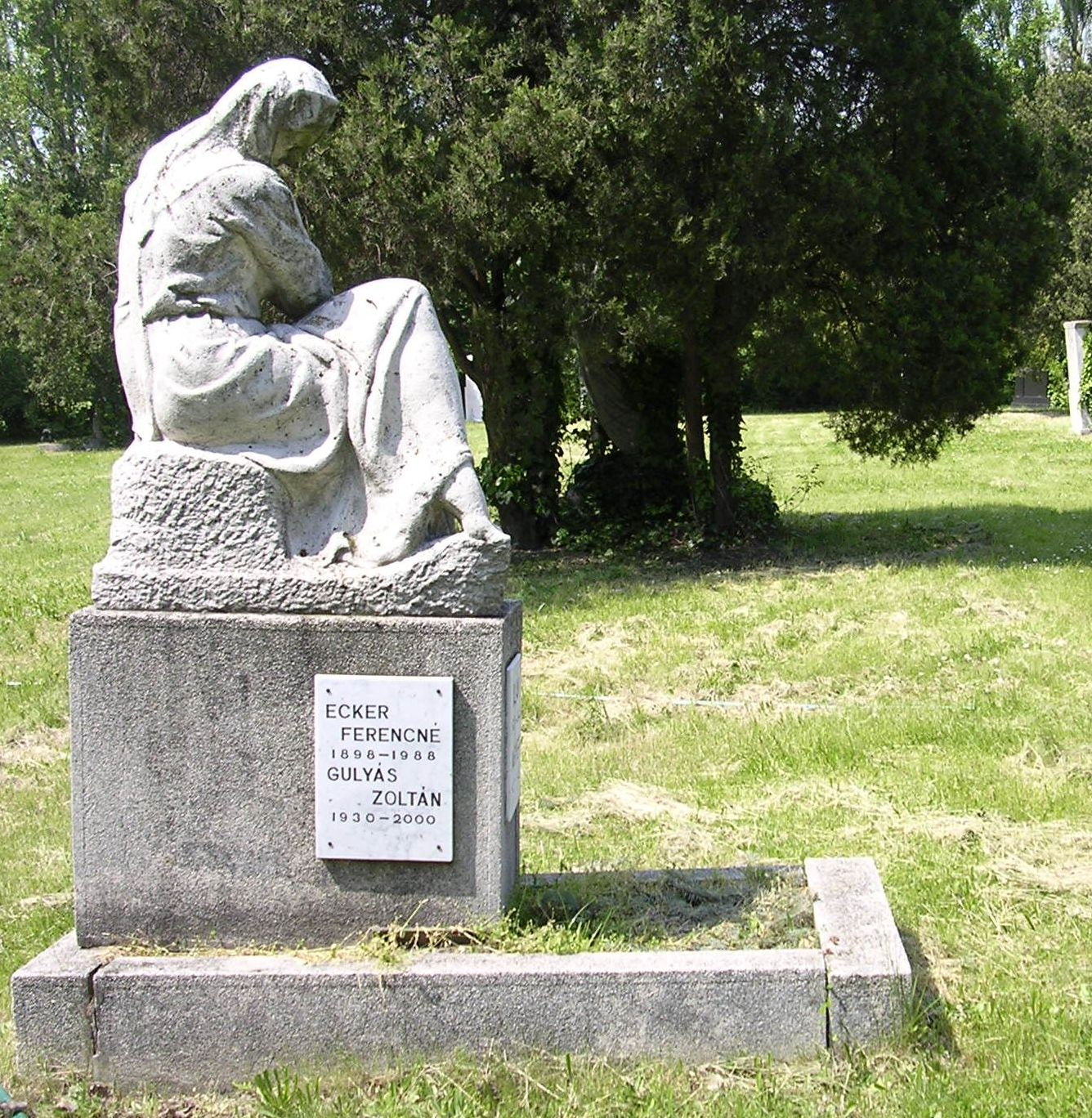
Sírja a Fiumei úti sírkertben (35-15-24). Alkotó, Grantner Jenő

## Életpályája
Édesapja a Budapest Székesfőváros Közlekedési Rt. dolgozója volt. Gulyás Zoltán a Lónyai utcai református gimnáziumban érettségizett, majd beiratkozott a József Nádor Műszaki és Gazdaságtudományi Egyetem építészmérnöki karára. Diplomázása (1952) után a Középülettervező Intézetben, id. Janáky István műtermében kezdte pályáját, ahol részt vett a budai vár rekonstrukciójában és a Miskolci Nehézipari Egyetem tervezésében.
1954-ben a LAKÓTERV-be került, Németh Pál műtermébe.
A Zöldy Emil vezette magyar építészcsoporttal 1954–56 között a Koreai Népi Demokratikus Köztársaságban dolgozott, ahol több tervezési munkában vett részt (Phenjan: Orvostudományi Egyetem, Bakteriológiai Intézet).
1956-ban felvették a MÉSZ Mesteriskolájába, ahol kezdetben Németh Pál (LAKÓTERV), majd Szendrői Jenő (IPARTERV) lett a mestere. Az Ipari Épülettervező Vállalatban eleinte tervezőként, később osztályvezetőként, 1978-tól irodavezető főmérnökként dolgozott, csaknem harminc éven át. Ezen időszak alatt több lakóház és középület tervezési munkái fűződnek a nevéhez. 1962-ben „Az építészet színvonalának emelésében kifejtett alkotó munkásságáért és a Budapest XI. ker., Fehérvári út 17. sz. lakóépület tervezéséért” az Ybl-díj II. fokozatát kapta.
1963–64-ben angliai tanulmányútja során meglátogatta a London County Council építészirodát.
Tervezési munkái mellett neves szobrászművészek közreműködésével több emlékművet is tervezett. 1960–68 között a BME Középülettervezési Tanszékén külső tanársegéd volt.
1970-től tíz éven át a MÉSZ Mesteriskola mestere. Tanítványai voltak – többek között – Patonai Dénes, Reimholz Péter és Lázár Antal.
1978-ban az IPARTERV irodavezető-főmérnöke lett. 1986-ban irodájával kivált onnan, s Magasépítési Tervező Vállalat (MATERV) néven önálló állami tervezővállalatot alapított. 1988-ban nyugdíjba vonult. 1997-ben „Az építészet és az építészoktatás terén kifejtett kiemelkedő munkásságáért” a BME Doktori Tanácsa az egyetem díszdoktorává fogadta.
Gulyás Zoltán 2000. június 16-án, súlyos betegség következtében hunyt el.
Pályafutása során számos pályázaton vett részt önállóan vagy munkatársakkal (Földesi Lajos, Jurcsik Károly, Rimanóczy Jenő, Szekeres József).

## Művei

### Épületek
- Phenjan: Orvostudományi Egyetem (1954–55)
- Phenjan: Bakteriológiai Intézet (1954–55)
- Várpalota: 44 fh. bölcsőde (1956)
- OTP öröklakásos társasház. Bp. V., Madách I. u. – Rumbach S. u. - Majakovszkij (ma: Király) u. által határolt tömb (1959–61)
- OTP öröklakásos társasház. Bp. XI., Fehérvári út 17. (1960)
- Chemolimpex–OTP irodaház. Bp. V., Deák F. u. 7–9. (1960–63, átépítve: 1988–89)
- Tihany-rév: bisztróépület (1961–62)
- Biogal Gyógyszergyár (Debrecen) terve (1963–64) (tervezőtárs: Szendrői Jenő) – nem épült meg
- Hévíz: „Rózsakert” bisztró (1966–69)
- Ábrahámhegy: nyaraló (1967)
- Bp. V., Martinelli (ma Szervita) tér 8–10., Petőfi S. u. 17–19., Városház u. 20. telkek beépítési terve (1967) – nem valósult meg
- Budapesti új sportcsarnok engedélyezési és kiviteli terve (1967–69) (tervezőtárs: Rimanóczy Jenő)
- Tahitótfalu: nyaraló (1970)
- Szentendre: nyaraló (1970–71)
- MEDICOR-székház. Bp. XIII., Visegrádi u. 49. (1972–73)
- Visegrád: nyaraló (1972–74)
- Lakóház. Bp. I., Tárnok u. 13. (építész munkatárs: Reimholz Péter) (1973–74)
- Magyar Rádió rekonstrukciója. Bp. VIII., Pollack M. tér (1974) – nem valósult meg
- Révfülöp: 12 tantermes iskola (1976–81)

### Emlékművek

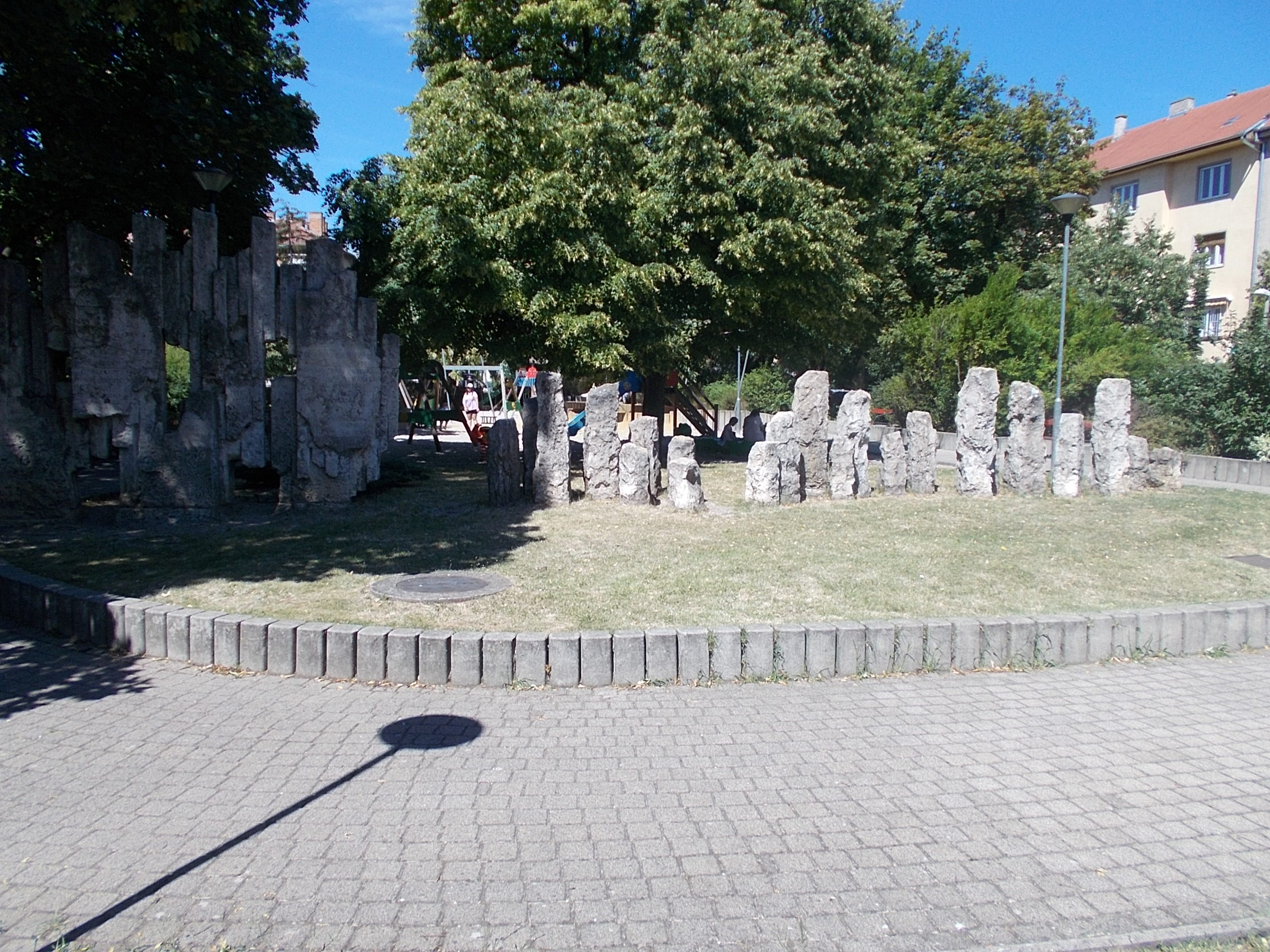
A Mártíremlékmű Pécsett

- Felszabadulási Emlékmű, Eger (1967) – lebontották
- Bartók-emlékmű (Bp. XI., Feneketlen-tó). Szobrász: Somogyi József (1961)
- Mártíremlékmű, Pécs. Szobrász: Illés Gyula (1969)
- Repülős emlékmű (Bp., Örs vezér tér). Szobrász: Illés Gyula (1988)

### Tervpályázatok
- Szabadonálló üzletház (tervezőtárs: Jurcsik Károly) – I. díj (1961)
- Budavári Szt. György tér rekonstrukciója – I. díj (1962)
- BNV főpavilonja (tervezőtárs: Rimanóczy Jenő) – I. díj (1963)
- Pesti Dunapart rendezése a Lánchíd és Erzsébet híd között (tervezőtárs: Rimanóczy Jenő) – megvétel (1963)
- Madridi operaház (tervezőtárs: Jurcsik Károly) – megvétel (1964)
- Falusi egészségügyi létesítmények (tervezőtársak: Földesi Lajos, Szekeres József) – I. díj (1965)
- Zánka: Úttörőtábor (tervezőtársak: Finta József, Földesi Lajos, Szekeres József) – III. díj (1965)
- Turistaszálló (tervezőtársak: Földesi Lajos, Szekeres József) – megvétel (1965)
- Budapesti Sportcsarnok (tervezőtársak: ifj. Rimanóczy Gyula, Rimanóczy Jenő; szerkezet: Kollár Lajos) – I. díj (1966)
- Szolnok: Egészségügyi Központ (tervezőtársak: Rimanóczy Jenő, Lehoczky Ödön, Ványai Róbert) – IV. díj (1970)
- VOLÁN autóbusz-pályaudvar (tervezőtársak: Földesi Lajos, Rimanóczy Jenő), két tervvel – I. és II. díj (1973)

## Emlékezete
- Gulyás Zoltán építészete Archiválva 2009. június 6-i dátummal a Wayback Machine-ben (Építészfórum, 2006. június 22.)
- Gulyás Zoltán emlékezete[halott link] (Építészfórum, 2006. június 18.)
- Magyar Szemle (Magyar Szemle, XIV. évfolyam. 6. sz., 2005. december)
- HAP Galéria. Gulyás Zoltán emlékkiállítás és könyvbemutató. Megnyitó: 2005. szeptember 20.
- Magyar Művészeti Akadémia[halott link]
- Interjú dr. Lázár Antal DLA Kossuth-díjas építésszel (Építészfórum, 2008. március 23.)
- Egy lelkesítő ház[halott link] (Beszélgetés Kis Péter építésszel. Magyar Narancs, 2008. március 3.)
- Gulyás Zoltán hagyatéka (a család tulajdonában)
- ÉPÍTÉSZ ÉVKÖNYV 2000. (a Magyar Építész Kamara kiadványa) IN MEMORIAM Gulyás Zoltán (82–83. oldal)
- Gulyás Zoltán építészetére emlékeztek a MOME-n[halott link] (Reimholz Péter DLA, Kossuth- és Ybl-díjas építészmérnök, egyetemi tanár előadása. Építészfórum, 2008. január 24.)